# Marc-André Bédard
Marc-André Bédard (ur. 19 lutego 1986) – jest to kanadyjski biathlonista, reprezentant kraju w zawodach pucharu świata oraz na mistrzostwach świata juniorów. Jest trzykrotnym medalistą mistrzostw świata juniorów w sztafecie. Dotychczas jego najlepszym wynikiem w zawodach PŚ jest 20. miejsce w sprincie w Anterselvie w sezonie 2009/2010.

## Osiągnięcia

### Mistrzostwa świata juniorów
| 2004 Haute Maurienne (Francja) | 59. miejsce (IN), 27. miejsce (SP), 34. miejsce (PU), 2. miejsce (RL) |
| 2005 Kontiolahti (Finlandia)   | 11. miejsce (IN), 13. miejsce (SP), 10. miejsce (PU), 2. miejsce (RL) |
| 2006 Presque Isle (USA)        | 14. miejsce (IN), 25. miejsce (SP), DNF (PU), DSQ (RL)                |
| 2008 Martello (Włochy)         | 30. miejsce (IN), 18. miejsce (SP), 29. miejsce (PU), 3. miejsce (RL) |

### Mistrzostwa Europy
| 2006 Langdorf-Arberse (Niemcy) | 2. miejsce (IN), 41. miejsce (SP), 36. miejsce (PU), 7. miejsce (RL)  |
| 2008 Nove Mesto (Czechy)       | 62. miejsce (IN), 48. miejsce (SP), 48. miejsce (PU), 9. miejsce (RL) |
| 2009 Ufa (Rosja                | 35. miejsce (IN), 28. miejsce (SP), 23. miejsce (PU), 7. miejsce (RL) |

### Puchar Świata

#### Miejsca w klasyfikacji generalnej
| Sezon     | Miejsce |
| --------- | ------- |
| 2009/2010 | 89.     |